# Puerto de Eilat
El puerto de Eilat (en hebreo: נמל אילת) es un puerto israelí que destaca por ser el único puerto que el país tiene en el mar Rojo; está situado en el extremo septentrional del golfo de Áqaba. El puerto de Eilat fue inaugurado en 1957 y hoy en día se utiliza principalmente para el comercio con los países del Extremo Oriente. La infraestructura es estratégica para Israel por permitir la navegación para llegar al océano Índico sin tener que navegar a través del canal de Suez. Los bloqueos navales egipcios de los estrechos de Tirán que controlan el acceso a Eilat ocuparon un lugar destacado en los acontecimientos que dieron lugar a dos importantes conflictos árabe-israelíes: La Agresión Tripartita y la guerra de junio de 1967.